# Städtebund Inn-Salzach
Der Städtebund Inn-Salzach (ehem. innotech-bay) ist ein interkommunaler Verband in der Planungsregion Südostoberbayern. Mitglieder sind folgende Kommunen:
- aus dem Landkreis Altötting: Altötting, Burgkirchen an der Alz, Garching an der Alz und Töging am Inn
- aus dem Landkreis Mühldorf: Aschau am Inn, Mühldorf am Inn und Neumarkt-Sankt Veit
- aus dem Landkreis Rottal-Inn: Eggenfelden

Der Städtebund Inn-Salzach ist als GmbH mit Sitz in Töging am Inn organisiert. Geschäftsführer ist Jochen Englmeier, Aufsichtsratsvorsitzender ist der Erste Bürgermeister von Burgkirchen, Johann Krichenbauer.
Der Verband hat sich unter anderem zum Ziel gesetzt, die Wirtschaftsregion um das Bayerische Chemiedreieck („ChemDelta Bavaria“) zu vermarkten.